# Provincia di Kerman
La provincia di Kermān (in persiano: استان کرمان), in italiano Carmania, è una delle trentuno province dell'Iran.
La provincia si estende a sud del grande deserto centrale (il Dasht-i Lūt), la cui estensione è di circa 170 chilometri e che divide il Kirmān dal Sistan.

## Il Kirmān storico
Conquistato dagli Arabi musulmani nel 638 da Rabīʿ b. Ziyād, inviato da Abū Mūsā al-Ashʿarī, Wālī di Baṣra (Iraq) e, quasi contemporaneamente, da un contingente inviato dal governatore del Bahrein, ʿUthmān b. Abī l-ʿĀṣ al-Thaqafī.
All'epoca la provincia vedeva una forte presenza di zoroastriani e cristiani. I primi sopravvissero in buon numero nella città di Kirmān fino al XVII secolo quando furono espulsi per l'intollerante intervento dei fanatici mulla locali, tanto da indurli a insediarsi a nord della città, esposti alle frequenti violenze dei predoni afghani.
Nella seconda metà del IX secolo la provincia fu posta sotto controllo dai Saffaridi di Yaʿqūb b. al-Layth ma il periodo più felice fu quello che vide la provincia sotto i Selgiuchidi che, proprio a Kirmān, dettero vita a un loro Sultanato, dopo aver sconfitto nel 1040 a Dandānqān il ghaznavide Masʿūd b. Maḥmūd.
Tale periodo, prospero per ricchezza e buona amministrazione, finì a causa dei Ghuzz, che sconfissero per la prima volta i Selgiuchidi nel 1179, infliggendo loro altre disfatte per tutto l'ultimo ventennio del XII secolo, fin quando essi non furono a loro volta sconfitti dai governanti persiani del Fars.

## Avvenimenti rilevanti
Nel 2003 la provincia è stata colpita da un disastroso terremoto che ha raso al suolo la città di Bam e causato quasi 30.000 vittime

## Geografia antropica

### Suddivisioni amministrative
La provincia è divisa in 23 shahrestān:

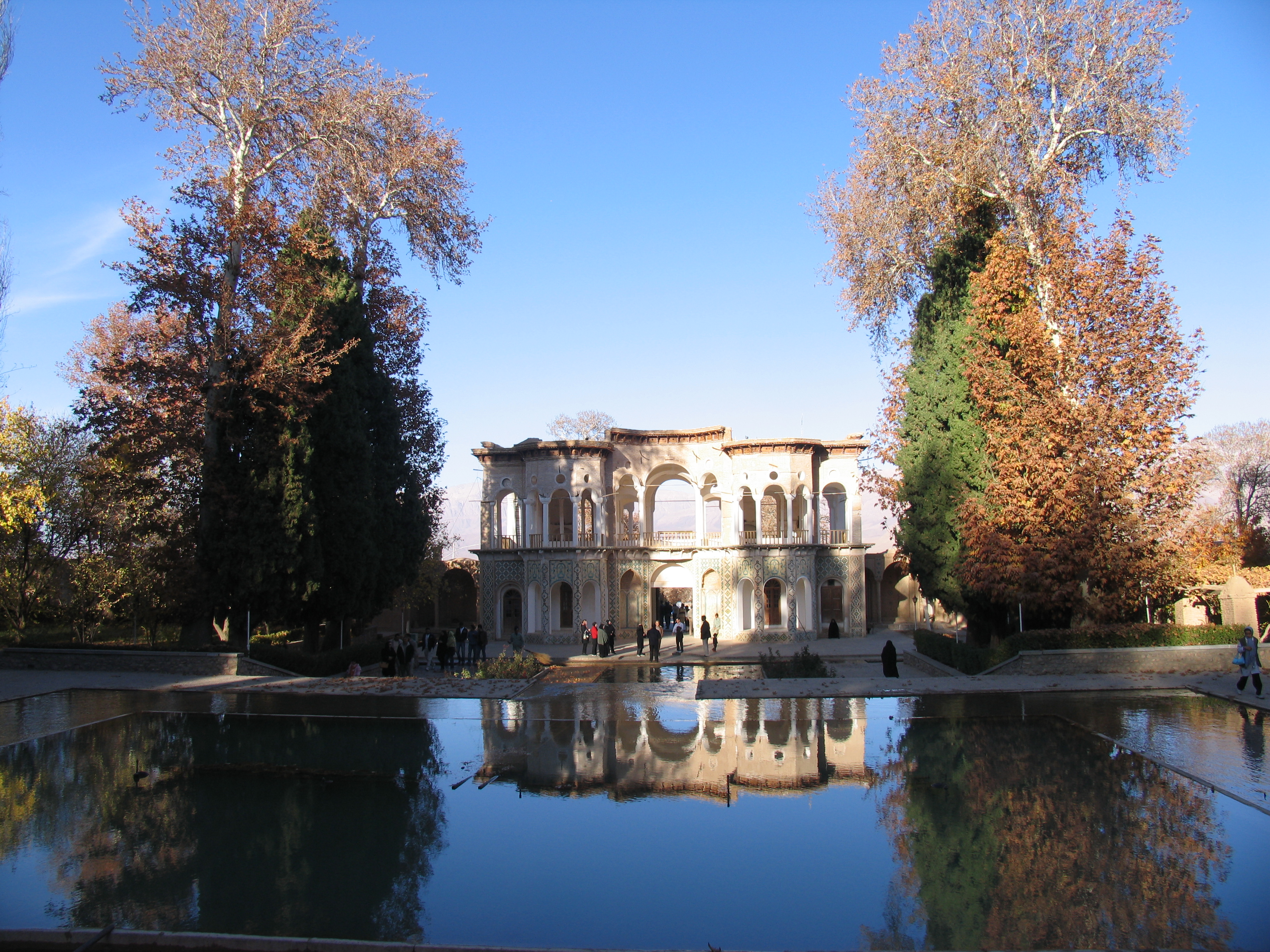
Lo Shazdeh Garden a Mahan

- Shahrestān di Anar
- Shahrestān di Anbarabad
- Shahrestān di Baft
- Shahrestān di Bam
- Shahrestān di Bardsir
- Shahrestān di Fahraj
- Shahrestān di Jiroft
- Shahrestān di Kahnuj
- Shahrestān di Kerman
- Shahrestān di Kuhbonan
- Shahrestān di Manujan
- Shahrestān di Qal'eh-ye-Ganj
- Shahrestān di Rabor
- Shahrestān di Rafsanjan
- Shahrestān di Ravar
- Shahrestān di Rudbar Janub
- Shahrestān di Shahr-e-Babak
- Shahrestān di Sirjan
- Shahrestān di Zarand